# 中井亀治郎
中井 亀治郎（なかい かめじろう、慶応2年（1866年） 3月22日 - 大正7年（1918年）11月18日は、明治・大正期の剣客である。奈良県十津川で活躍したといわれている。内原に生まれる。地元の十津川で、桃井春蔵およびその高弟の黒谷佐六郎に鏡新明智流を学び、2～3年弱にして奥義を極めた後、廻国修行に出る。1892年に帰郷後、文武館で剣道教師を務めた。

## エピソード（伝説）
- 畳の上に這う蝿を抜刀で刀の切先に刺しても、蠅は潰れも分断されもせず生きて刃にとまっているかのようだった。
- 片手で約20キロの石をもち、崖から横に伸びたウバメグスの大木の上を下駄履きのまま歩き、幹の分かれた所に置いてきた。
- 土砂崩れのあとの急斜面の上から空の醤油樽を転がし、自身もそれを追いつつ、醤油樽を棒で叩きながら下まで駆け下りた。
- 満八歳で既に、山中を獣のような速さで駆けた兄の頭上を枝から枝に飛び移り猿を捕らえた。
- 鹿を追い素手で締め落して鹿鍋にして皆で食べた。